# Big Finish Productions
A Big Finish Productions egy brit cég, ami könyveket és audiojátékokat ad ki (ezeket el lehet érni CD-n, letölthető mp3-n és m4b-n lehet elérni) elsősorban kultikusan ismert sci-fi sorozatok alapján, továbbá mindenféle tévésorozatokból.

## Sorozatok
A legtöbb sorozat esetén zárójelben megtalálható a nemhivatalos magyar címét.

### Ki vagy, doki?
- Doctor Who: 50th Anniversary (Doctor Who: 50. évforduló) (hamarosan)
- Doctor Who: Unbound
- Doctor Who: Special Releases (Doctor Who: Különleges kiadások)
- Doctor Who: The Early Adventures (Doctor Who: Korai Kalandok)
- Doctor Who: Philip Hinchcliff Presents (Doctor Who: Philip Hinchcliff bemutatja)
- Doctor Who: Eight Doctor Adventures (Doctor Who: A Nyolcadik Doktor kalandjai)
- Doctor Who: Short Trips (Doctor Who: Rövid Kalandok)
- Doctor Who: Compaion Chronicles (Doctor Who: Útitárs Krónikák)
- Doctor Who: Bonus Releases
- Doctor Who: The Lost Stories (Doctor Who: Az Elveszett történetek)
- Doctor Who: Destiny of the Doctors (Doctor Who: A Doktorok Végzete)
- Doctor Who: AudioGo
- Doctor Who: Excelis
- Doctor Who: Fourth Doctor Adventures (Doctor Who: A Negyedik Doktor Kalandjai)
- Doctor Who: The Stageplays (Doctor Who: A Színdarabok)
- Doctor Who: Monthly Rangle

#### Spin-Offok
- Jago and Litefoot (Jago és Litefoot)
- Gallifrey
- Iris Wildthyme
- Dalek Empire (Dalek Birodalom)
- Sarah Jane Smith
- Unit
- Cyberman
- I, Davros (Én, Davros)
- Counter-Measures (Számláló-Intézkedések)
- Graceless
- Vienna
- Bernice Summerfield

### További sorozatok
- Robin Hood
- Highlander (Hegylakó)
- Sapphire and Steel (Sapphire és Steel)
- 2000 AD (Kre. 2000)
- Blake's 7
- The Mervyn Stone Mysteres (Mervyn Stone rejtélyei)
- Sherlock Holmes
- Dark Shadows (Sötét Árnyak)
- Stargete (Csillagkapu)
- Counter Measures
- Toby Hadoke's Who's Round
- The Connfesions of Dorian Gray
- Survivors

## Fordítás
- Ez a szócikk részben vagy egészben  a   Big_Finish_Productions című angol Wikipédia-szócikk fordításán alapul.  Az eredeti cikk szerkesztőit annak laptörténete sorolja fel. Ez a jelzés csupán a megfogalmazás eredetét és a szerzői jogokat jelzi, nem szolgál a cikkben szereplő információk forrásmegjelöléseként.